# فرشته‌ماهی تیره
فرشته‌ماهی تیره (نام علمی: Centropyge multispinis) نام یک گونه از سرده فرشته‌ماهی‌های کوتوله است.